# Veikko Nurmikko
Veikko Toivo Nurmikko, född 17 december 1918 i Nystad, död 16 september 2003, var en finländsk kemist.
Nurmikko blev student 1944, filosofie kandidat 1950 och filosofie doktor i Helsingfors 1955. Han var extra ordinarie assistent i biokemi 1947–1950, assistent 1950–1956, docent och tillförordnad professor i biokemi vid Åbo universitet 1957–1959, professor 1959–1981 och föreståndare för biokemiska institutionen 1957–1975. Vid Helsingfors universitet var han docent i biokemi 1956–1961 och 1963–1966. Han var gästprofessor vid University of California i Berkeley 1964–1966. 
Nurmikko författade skrifter inom biokemi och molekylärbiologi, däribland Symbiosis Experiments Concerning the Production and Biosynthesis of Certain Amino Acids and Vitamins in Associations of Lactic Acid Bacteria (akademisk avhandling, 1954), Growth Chemistry of Lactic Acid Bacteria (samlingsverk, 1964). Han tilldelades Gustaf Komppa-priset 1955 och blev ledamot av Finska Vetenskapsakademien 1970.